# غرايم هدسون
غرايم هدسون (بالإنجليزية: Graeme Hudson)‏ (16 يونيو 1930 في أستراليا - 23 سبتمبر 1974 في أستراليا) هو لاعب كريكت أسترالي. لعب مع فريق تسمانيا للكريكت.

## وصلات خارجية
- غرايم هدسون على موقع إي آس بي آن كريك إنفو (الإنجليزية)